# ゾウギンザメ
ゾウギンザメ(Callorhinchus milii)は、軟骨魚綱全頭亜綱の魚である。サメやエイは、軟骨魚綱のもう一つの分類である板鰓亜綱に属する。マオリ族の言葉では、"makorepe" という。タスマニア島を含むオーストラリア南岸、ニュージーランドのイーストケープやカイパラ湾南部等の水深0-200mの海域で見られる。

## 形態
色は光沢のある暗い銀色で、側面に様々な模様がある。成熟したオスは50cm、メスは70cmで、最大のものは150cmになる。離れた位置にある2つの三角形の背びれを備えた、なめらかで魚雷型の長く伸びた身体を持つ。鍬形の鼻口部で、海底の無脊椎動物や小魚を探す。
春から秋には、成魚は沿岸から河口や湾に移動し、メスは砂地や泥の中に卵を産む。卵は大きな黄色の卵嚢に包まれている。数か月後には、海水が流れ込めるよう卵嚢に部分的に穴が開き、6-8か月後には、体長約12cmの幼魚が飛び出してくる。水温により孵化までの時間が変わり、10℃では400日、15℃では180日、20℃で135日の記録が確認されている。
最大の寿命は15年と推測されている。
人間同様、色の知覚のために3つの錐体細胞を持つ。背びれには、非常に鋭いとげがある。このとげには毒があると言われることがあるが、これまで深刻な怪我は報告されていない。

## 釣り
ニュージーランド、オーストラリアでは、浅い沿岸に移動してくる特に春から夏にかけて、商業利用されている。
オーストラリアでは、特にバス海峡やタスマニア島南東部で、ホシザメを狙った刺し網漁で漁獲されているが、市場での価格が低いため、そのまま捨てられることもある。また、ウェスタンポート、ビクトリア州、タスマニア島の沿岸では、レクリエーションとしての釣りの対象にもなる。白く新鮮なフィレは、ニュージーランドのレストランでフィッシュ・アンド・チップスに用いられ、オーストラリアでは'flake'または'whitefish'として販売される。

## ゲノム研究
2014年1月、ネイチャー誌は、ゾウギンザメのゲノム解析結果により、軟骨を骨に変える過程を制御する遺伝子ファミリーが欠如しており、遺伝子重複が骨質の脊椎動物への遷移を引き起こしたことを示唆する研究結果を報告した。
ゾウギンザメは、その比較的小さなゲノムサイズから、軟骨魚類のゲノムモデルとして提唱されている。ゲノムは910 Mb長と推定され、軟骨魚綱では最小で、3000 Mbのヒトゲノムと比べて約3分の1である。軟骨魚綱は、現存する最古の顎口上綱のグループであり、ゾウギンザメのゲノムは約4億5000万年前に共通の祖先を持つ、ヒトを含む脊椎動物ゲノムの起源や進化を研究する上での有益な参照ゲノムとなりうる。

## 飼育
シンガポールやオーストラリアなど海外の水族館で飼育がなされている。
日本国内では2016年に沼津港深海水族館で卵の展示を行った例がある。
成体は東京都豊島区のサンシャイン水族館が雌4個体を輸入し、2019年3月15日から日本初の飼育展示がなされた。同館では雄の個体の導入と国内での繁殖を目指しており、2020年に国内初となる産卵、孵化、繁殖に成功した。
また、同館では5月には産卵が確認され、卵も同様に展示を行っている。同年4月に大阪市の海遊館も雌を2個体を輸入し飼育展示に成功した。同館でもサンシャイン水族館と同様に産卵を確認、調査の結果受精卵であることが分かった。こちらも展示を行っている。